# 人魚姫 mermaid
「人魚姫 mermaid」（マーメイド）は、中山美穂の13枚目のシングル。1988年7月11日にキングレコードからリリースされた。規格品番はEP: K07S-10281、CDS: KIDS-97。

## 概要
表題曲は中山本人が主演したTBS系ドラマ『若奥さまは腕まくり!』の主題歌として使用された。
『ザ・ベストテン』では、この曲で2回返り咲き1位を記録（この記録は、ラッツ＆スター「め組のひと」、田原俊彦「抱きしめてTonight」と本曲の3曲しか成しえていない記録である）。初の1位獲得時には当時6歳の実弟が内緒でスタジオに駆けつけ祝った。しかしスタジオに大ファンである光GENJIの諸星和己がいたために、硬直したまま中山を見つめるだけだった。
ジャケットのカバー・ペインティングはロバート・ブルーの手によるもの。なおジャケットは、同日発売のアルバム『Mind Game』のものと同一・サイズ違い。中山のビキニ（黒のチューブトップ）姿のイラストであったため、歌番組等でも取り上げられた。なお『Mind Game』には「人魚姫 mermaid」は未収録だが、カップリングの「In The Morning」は収録されている。

## 収録曲
1. 人魚姫 mermaid
  - 作詞: 康珍化 / 作曲: CINDY / 編曲: ROD ANTOON
2. In The Morning
  - 作詞: 川村真澄 / 作曲: 久保田利伸 / 編曲: 杉山卓夫

## 補足
- この曲は、1988年のオリコン年間シングルチャート売上第9位を記録した。中山自身、最高位を獲得し代表曲の一曲ではあるが、今日ではテレビで映像を取り上げられることが少ない。

## 収録アルバム
- 人魚姫 mermaid
  - Makin' Dancin' - Remix Version
  - COLLECTION II
  - DANCE BOX - Remix Version
  - Dramatic Songs
  - Complete SINGLES BOX
  - 中山美穂 パーフェクト・ベスト
  - 30th Anniversary THE PERFECT SINGLES BOX
  - All Time Best

- In The Morning
  - Mind Game - Album Version
  - Ballads
  - Blanket Privacy - 再録
  - Complete SINGLES BOX
  - 30th Anniversary THE PERFECT SINGLES BOX